# Volo China Eastern Airlines 583
Il volo China Eastern Airlines 583 era un volo passeggeri di linea internazionale dall'aeroporto di Shanghai-Hongqiao, in Cina, all'aeroporto Internazionale di Los Angeles, negli Stati Uniti. Il 6 aprile 1993, i piloti del McDonnell Douglas MD-11 operante il volo estesero per errore gli slat durante la fase di crociera, facendo oscillare pericolosamente l'aereo. In 156 rimasero feriti, 2 persone persero la vita.

## L'aereo
Il velivolo coinvolto era un McDonnell Douglas MD-11, marche B-2171, numero di serie 48495, numero di linea 461. Volò per la prima volta nel 1991 e venne consegnato a China Eastern Airlines il 24 maggio dello stesso anno. Era alimentato da 3 motori turboventola Pratt & Whitney PW4460. Al momento dell'incidente, l'aereo aveva poco più di 2 anni. Dopo le riparazioni all'interno della cabina, era rientrato in servizio con la stessa compagnia, poi con China Cargo Airlines e infine con Sky Lease Cargo; è stato successivamente demolito.

## L'equipaggio
Il capitano era un 42enne abilitato a pilotare Ilyushin Il-14, Hawker Siddeley Trident, Airbus A300, Airbus A310 e McDonnell Douglas MD-11. Aveva iniziato l'addestramento su quest'ultima tipologia di velivolo nell'agosto 1991 e l'aveva completato nel febbraio 1993. Al momento dell'incidente, aveva 8 535 ore di esperienza di volo.
Il primo ufficiale era un 43enne abilitato a pilotare Ilyushin Il-14, Antonov An-24, British Aerospace BAe 146 e McDonnell Douglas MD-11. Aveva completato l'addestramento per quest'ultimo del dicembre 1992. Al momento dell'incidente, aveva 9 714 ore di esperienza di volo, delle quali 199 nel MD-11.
L'ingegnere di volo era un 41 enne con esperienza su Hawker Siddeley Trident, Airbus A300, Airbus A310 e McDonnell Douglas MD-11. Aveva completato l'addestramento per quest'ultimo nell'agosto 1991. Al momento dell'incidente, aveva 9 892 ore di volo.

## L'incidente
Il 6 aprile 1993, alle 01:10 HST, il volo China Eastern Airlines 583 si trovava in fase di crociera a 33 000 piedi (10 000 m) a una velocità di 0,82 Mach, con il pilota automatico numero 1 attivato. Il pilota seduto sulla destra stava sistemando alcuni dati sul computer di bordo posto sul suo lato, posizionato vicino alla leva di comando dei flap e degli slat. A causa di un errore di progettazione, la leva era facilmente spostabile: un movimento del pilota ne causò lo spostamento dalla posizione "UP/RET" (retratti) e ne provocò l'estensione.
La reazione iniziale del comandante per contrastare la cabrata fu quella di esercitare forza sulla barra di comando spingendola in avanti; l'autopilota si disconnesse e l'azione del comandante provocò una variazione della posizione dell'equilibratore che portò a una picchiata. I successivi movimenti dell'equilibratore, effettuati dai piloti per correggere il beccheggio, indussero diverse violente oscillazioni che provocarono improvvise forze G positive e negative ai passeggeri e ai membri dell'equipaggio.
I movimenti della barra di comando, e quindi dell'equilibratore, effettuati dal comandante furono eccessivi rispetto a quelli necessari, poiché l'MD-11 necessita di leggere forze di controllo per essere manovrato. Le oscillazioni provocarono una perdita di 5 000 piedi (1 500 m) di altitudine. L'inclinazione massima del beccheggio verso il basso fu di 24,3 gradi e le accelerazioni massime furono di 2.06G e -1.24G.
Al momento dell'incidente, la maggior parte dei membri dell'equipaggio e dei passeggeri nella sezione posteriore della cabina era seduta senza le cinture allacciate, con le cinture allacciate ma allentate, oppure era in piedi nel corridoio. La combinazione di oscillazioni violente e cinture slacciate provocò 156 feriti e 2 vittime. L'aereo effettuò un atterraggio di emergenza presso la Eareckson Air Station.

## Le indagini
Il 27 ottobre 1993, il National Transportation Safety Board, coadiuvato nelle indagini dall'amministrazione dell'aviazione civile della Cina, pubblicò il final report sull'incidente. Nella sezione delle probabili cause, viene riportato:
A contribuire alla violenza di tali oscillazioni è stata la mancanza di un addestramento specifico per piloti di MD-11 riguardante il recupero del velivolo in quota, e l'influenza del sistema di allarme di stallo sulle risposte di controllo del capitano.

A contribuire alla gravità delle lesioni è stata la mancanza di utilizzo dei sistemi di ritenuta da parte degli occupanti.»